# Самюель Монтембо
Самюель Монтембо (фр. Samuel Montembeault; 30 жовтня 1996, м. Квебек, Канада) — канадський хокеїст, воротар. Виступає за «Бленвіль-Буабріан Армада» у Головній юніорській хокейній лізі Квебеку (QMJHL).
Виступав за «Бленвіль-Буабріан Армада» (QMJHL). 